# Aleksandra Pielużek
Aleksandra Pielużek (ur. 4 kwietnia 1979) – polska lekkoatletka, sprinterka i płotkarka, specjalizująca się w biegu na 400 metrów Polski, mistrzyni i reprezentantka Polski, dwukrotna młodzieżowa wicemistrzyni Europy (2001).

## Kariera sportowa
Była zawodniczką Skry Warszawa. 

### Starty międzynarodowe
Jej największym sukcesem w karierze międzynarodowej były dwa srebrne medale młodzieżowych mistrzostw Europy w 2001 - w biegu na 400 metrów ppł, z wynikiem 56,51 i w sztafecie 4 x 400 metrów, z wynikiem 3:32,38 (z Anetą Lemiesz, Moniką Bejnar i Justyną Karolkiewicz).
Reprezentowała także Polskę na mistrzostwach Europy juniorów w 1997 (6. miejsce w biegu na 400 metrów, z wynikiem 53,51, 5. miejsce w sztafecie 4 x 400 metrów, z wynikiem 3:36,56 (z Anetą Kaczmarek, Aleksandrą Dereń i Justyną Karolkiewicz), mistrzostwach świata juniorów w 1998 (odpadła w eliminacjach biegu na 400 metrów, z wynikiem 54,69), młodzieżowych mistrzostw Europy w 1999 (7. miejsce w biegu na 400 metrów ppł, z wynikiem 59,16, 4. miejsce w sztafecie 4 x 400 metrów, z wynikiem 3:33,28 (z Aleksandrą Dereń, Anną Jesień i Grażyną Prokopek) oraz mistrzostwach Świata seniorów w 2001 (7. miejsce w sztafecie 4 x 400 metrów, z wynikiem 3:27,28 (z Grażyną Prokopek, Anetą Lemiesz i Małgorzatą Pskit).
Czterokrotnie wystąpiła w zawodach Pucharu Europy: w zawodach I ligi w 1997 (6. miejsce w biegu na 400 metrów, z wynikiem 54,25, 3. miejsce w sztafecie 4 x 400 metrów), zawodach I ligi w 1998 (4. miejsce w biegu na 400 metrów, z wynikiem 54,32, 3. miejsce w sztafecie 4 x 400 metrów), Superlidze w 1999 (8. miejsce w sztafecie 4 x 400 metrów) i zawodach I ligi w 2001 (1. miejsce w sztafecie 4 x 400 metrów).

### Starty krajowe
Na mistrzostwach Polski seniorów na otwartym stadionie zdobyła 13 medali, w tym cztery złote w sztafecie sztafecie 4 x 400 metrów (1998, 1999, 2000, 2001, jeden złoty w sztafecie 4 x 100 metrów w 2001, jeden srebrny w sztafecie 4 x 100 metrów w 1995, dwa brązowe w biegu na 400 metrów (1997, 1998), trzy brązowe w biegu na 400 metrów ppł (1999, 2000, 2001) oraz po jednym brązowym medalu w sztafecie 4 x 100 metrów (1996) i sztafecie 4 x 400 metrów (1997
Rekordy życiowe:
- 100 m – 11,93 (12.05.2001)
- 200 m – 24,11 (15.06.2001)
- 400 m – 53,10 (17.06.2001)
- 400 m ppł – 56,51 (14.07.2001)